# Зерендинские горы
Зеренди́нские го́ры (каз. Зеренді таулары) — горы в центральной части Кокчетавской возвышенности. Находятся на территории Зерендинского района Акмолинской области Казахстана. Протяжённость с запада на восток составляет 28 км, ширина — 18—20 км. На западе граничат с сопкой Жыланды. Абсолютная высота составляет 587 м (Сопка «Медвежья»).
Горы сложены допалеозойскими гнейсами, мрамором и кристаллическими известняками, а также девонскими и каменноугольными отложениями. Склоны покрыты сосновыми и берёзовыми лесами. У подножий гор находятся пресные озера, в том числе озеро Зеренда.
У северо-восточных склонов расположено село Зеренда — административный центр одноимённого района.